# Zimmermann József András
Zimmermann József András (Segesvár, 1810. december 2. – Nagyszeben, 1897. május 19.) minisztériumi tisztviselő és képviselő.

## Élete
Zimmermann József szijgyártómester fia. Tanulmányait szülővárosában és Kolozsvárt elvégezvén, 1832-ben az erdélyi kormányszék tisztviselője, 1838-ban a marosvásárhelyi királyi tábla bírája lett. 1844-ben a nagyszebeni jogakadémia tanárává nevezték ki, ahol erdélyi jogtörténetet, diplomatikát, erdélyi állam- és magánjogot, továbbá magyar magánjogot adott elő. Ebben az időben írta erdélyi jogtörténetét, mely azonban kéziratban maradt és hallgatóinak másolataiban volt elterjedve. 1846-7-ben az erdélyi, 1848-ban a magyar országgyűlés tagja volt. 1850-ben a bécsi kultuszminisztériumba került, ahol 1852-ben miniszteri titkár, 1855-ben osztálytanácsos, 1860-ban pedig miniszteri tanácsos lett. 1863-5-ben tagja volt az osztrák, 1866-7-ben a magyar országgyűlésnek. 1867-ben elnöke lett a császári és királyi evangélikus főegyháztanácsnak Bécsben osztályfőnöki ranggal. 1874-ben nyugalomba vonult és ettől kezdve felváltva Bécsben és Nagyszebenben élt irodalmi tanulmányokkal foglalkozva. Gazdag könyvtárát a nagyszebeni evangélikus egyháznak adományozta, nagyértékű kéziratgyűjteménye pedig a nagyszebeni Brukenthal-múzeumba került.
Cikkei a következő lapokban jelentek meg: Satellit (1844. Die Frage der Taggelder für sächsische Landtagsdeputierte), Transsylvania (1845. Siebenbürgens ehemalige Abhängigkeit von Ungarn...a Hon és Külföldben megjelent cikkének fordítása, 1845. 47. sz. Ein gewichtiges Votum in der Frage der Wahl eines Komes der sächsischen Nation), Statistisches Jahrbuch. Hermannstadt (1880. Einige Daten zur Gesch. des höheren Unterrichtswesens).

## Munkája
- Handbuch für die ev. Landeskirche Augsburgischen Bekenntnises im Grossfürstentum Siebenbürgen. Bécs, 1857.